# Ligne de Palerme à Trapani
La ligne de chemin de fer Palerme-Trapani est la continuation à l'ouest de la ligne Messine-Palerme reliant les deux capitales provinciales. La section entre Alcamo Diramazione et Trapani est interrompue depuis un certain temps. La route la plus longue à travers Castelvetrano reste en service pour relier les villes de Trapani et Palerme.

## Histoire
| Tronçon                                 | Inauguration      |
| --------------------------------------- | ----------------- |
| Palerme - Partinico                     | 1er juin 1880     |
| Castelvetrano - Trapani                 | 10 juillet 1880   |
| Partinico - Castellammare del Golfo     | 1er mars 1881     |
| Castellammare del Golfo - Castelvetrano | 5 juin 1881       |
| Alcamo - Trapani                        | 15 septembre 1937 |

La ligne de Palerme à Trapani est construite par la Società Anonima della Ferrovia Sicula Occidentale (Société anonyme des Chemins de fer de la Sicile occidentale) appartenant à la société française Lexanne-Perdoux.
D'une longueur de 125,17 km, via Milo et Calatafimi, elle est inaugurée le 15 septembre 1937, lors de l'achèvement d'un tronçon de 47 km, entre Alcamo Diramazione, Milo et Trapani.
La première liaison entre les deux villes remonte cependant à 1881, lorsque la Società della Ferrovia Sicula Occidentale inaugura la dernière voie de liaison intermédiaire. Les travaux avaient commencé quelques années plus tôt, avec l'ouverture, le 1er juin 1880, du premier tronçon de la nouvelle gare de Palermo Lolli à Partinico. Un mois plus tard, la section sud est inaugurée, reliant Trapani à Castelvetrano. En mars 1881, la ligne de chemin de fer reliait Partinico à Castellammare del Golfo et, enfin, le 5 juin 1881, la route transversale Castellammare del Golfo-Castelvetrano fut ouverte au trafic ferroviaire.
La ligne complète de 194,314 km représentait un tiers du réseau insulaire jusqu'en 1885. Le tracé suivait la côte tyrrhénienne à Alcamo pour Mazara del Vallo et de là, reprenait le long de la côte jusqu'à Marsala et Trapani. Cependant, le tronçon entre Palerme et Trapani n'était pas le chemin le plus court : la ligne n'avait pas pour but de relier les deux capitales mais fut construite dans le but commercial d'acheminer le poisson de Mazara del Vallo et les vins de Marsala à Palerme. Le trafic de passagers entre les localités extrêmes était rare : seules les mauvaises conditions des liaisons routières poussaient, qui ne pouvait s'en empêcher, à faire tout le trajet qui durait plus de 10 heures. De plus, jusqu'en 1907, il n'y avait pas de liaison directe pour les voyageurs entre la gare terminale de la ligne Palermo Lolli et la gare de Palerme-Centrale, car les deux compagnies de chemin de fer étaient différentes et aucun accord n'avait été prévu à cet égard.
C'est lorsque la ligne passa sous la compagnie Ferrovie dello Stato Italiane qu'une section de connexion fut conçue. Durant l'époque fasciste, une connexion (de 47 km) plus courte est construite, permettant réduire la distance de plus de 70 km. Le projet, avec le tarif convenu et le cahier des charges particulier, est approuvé par le Conseil supérieur des travaux publics le 30 août 1930. En décembre de la même année, le ministère des Communications ordonna la livraison des travaux à la société concessionnaire pour la construction de toutes les lignes de chemins de fer dans les provinces de Caltanissetta, Trapani et Palerme. Par la suite, en octobre 1932, débutent les travaux du tronçon Ponte Bagni - Bruca et en novembre 1933 pour le tronçon Bruca - Fulgatore. Fin 1936, le ministère des Communications ordonna qu'au 31 juillet 1937 la ligne soit prête à être mise en service. Grâce à un effort effréné de l'entreprise de construction et de la Direction Générale, le projet est achevé avec quelques jours d'avance, permettant le transit de trains militaires sur la nouvelle ligne entre le 14 juillet et le 18 août 1937. Le Duce Benito Mussolini inaugura la route constituant selon lui de « l'une des plus grandes œuvres que le fascisme ait donnée à la Sicile ». La nouvelle section comprenait les gares de Calatafimi, Bruca, Ummari, Fulgatore, Erice-Napola, Milo et Segesta Tempio.
Face à la réduction du trafic de voyageurs et de marchandises, le tronçon Castelvetrano-Porto Empedocle est fermé à l'exploitation en 1987 ; en conséquence, l'utilisation déjà incohérente de la ligne entre Alcamo et Castelvetrano est considérablement réduite.
Le 22 juin 2001, dans le cadre des travaux d'extension du service ferroviaire métropolitain de Palerme, la section de Palerme Notarbartolo à Tommaso Natale est électrifiée et, en même temps, le garage Palazzo Reale-Orleans est remise en service, élevé par la suite au rang de gare ferroviaire.
En octobre 2001, une branche d'une longueur de 4 km est mis en service de Piraineto à l'aéroport de Palerme-Punta Raisi. Le tronçon de Palerme à Piraineto est électrifié et doublé : il est actuellement parcouru par les trains du service ferroviaire métropolitain de Palerme.
Le 4 octobre 2010, la section de Palermo Centrale à Palermo Notarbartolo est interrompue en raison des travaux de doublement de la voie et d'enfouissement partiel du site. Le tronçon est rouvert le 29 décembre 2011.
Le 25 février 2013, peu après 14 h 00, le trafic est suspendu pour une durée indéterminée, entre les gares d'Alcamo Diramazione et de Trapani, en raison de quelques glissements de terrain ayant également affecté le talus ferroviaire, mettant en place des autoservizi de substitution, tandis que les trains pour la capitale sont acheminés sur la route la plus ancienne et le long de la via Castelvetrano. La RFI a fait part de son intention de rétablir la relation dès que possible, commençant le programme de modernisation, déjà prévu en 2003, de l'ensemble de la ligne Palerme-Trapani via Milo.

### Projets de réhabilitation et d'électrification
RFI envisage toujours de rétablir la liaison plus rapide « via Milo » selon les modalités suivantes : le projet définitif des travaux de génie civil, d'un montant de 144 millions d'euros, a été achevé et soumis au Conseil supérieur des travaux publics le 13 février 2019, qui l'a ensuite approuvé ; la demande de vérification d'éligibilité à l'EIE a été présentée le 28/10/2019 au Ministère de l'Environnement, qui s'est prononcé par un avis favorable le 11 décembre 2020 ; la Conférence des Services s'est achevée positivement le 7 juillet 2021 ; l'appel d'offres pour l'attribution des travaux est attendu pour octobre et leur démarrage début 2022. Compte tenu des 3 ans environ nécessaires pour achever la restauration, la ligne devrait rouvrir en 2025.
L'achèvement de l'électrification entre Cinisi-Terrasini et Trapani est également prévu et financé à hauteur de 72 millions d'euros, toujours sur la liaison directe « via Milo ». Le projet s'étend sur 87 km et comprend la construction de quatre nouvelles sous-stations électriques pour alimenter les trains. Le 4 juillet 2021, la demande, toujours en cours, de vérification d'EIE est soumise au Ministère de l'Environnement, alors que la conclusion de l'intervention (divisée en deux lots) est attendue pour 2026.
Le principal avantage de ces interventions de mise à niveau est un temps de trajet minimum supposé entre Palerme et Trapani (via Milo) de 1 heure et 30 minutes avec 3 arrêts intermédiaires, soit environ 50 minutes de moins que l'itinéraire actuel (via Castelvetrano).

## Matériel roulant
Hors service :
- Autorail FS ALn 56
- Locomotive FS 625
- Autorail FS ALn 772
- Autorail FS ALn 990
- Locomotive FS D.343
- Locomotive FS D.443
- Locomotive FS D.445

Actuellement en service :
- Autorail FS ALn 668
- Autorail FS ALn 663
- Menuet
- Jazz